# Abruzze ultérieure seconde
Pour les articles homonymes, voir Abruzzo.
1806–1860
Entités précédentes :
- Abruzze ultérieure

Entités suivantes :
- Province de L'Aquila

L’Abruzze ultérieure seconde, en italien Abruzzo Ulteriore II ou Secondo Abruzzo Ultra, est une ancienne subdivision du royaume de Naples, puis des Deux-Siciles. Elle avait pour chef-lieu Aquila.
Elle résulte de la scission faite en 1806 par Joseph Bonaparte de la circonscription d'Abruzze ultérieure(Giustizierato d'Abruzzo).
En effet, en 1806 Joseph Bonaparte divisa la province en deux :
- l'Abruzze ultérieure première (Abruzzo Ulteriore I), avec pour chef-lieu Teramo et divisée en districts de Teramo et de Penne. Le siège administratif se situait au Palazzo del Governo de Teramo,
- l'Abruzze ultérieure seconde (Abruzzo Ulteriore II), avec pour chef-lieu L'Aquila, et divisée en districts de L'Aquila, Avezzano, Cittaducale et Sulmona.

La province comprenait quatre districts :
- District de L'Aquila (1806)
- District de Avezzano (1806)
- District de Cittaducale (1806)
- District de Sulmona (1811).

Les districts étaient divisés en 32 circondari de 121 communes et 237 villes et villages
En 1861, Abruzze ultérieure seconde prend le nom de Province de L'Aquila (qui perdit Cittaducale en 1927 lors de la création de la province de Rieti).